# 伍冕
伍冕（？—？），字士元，江西吉安府安福縣人，民籍，明朝政治人物。

## 生平
永樂二十一年（1423年）癸卯科江西鄉試舉人，任湖廣桂東縣教諭，授浙江樂清縣知縣。

## 家族
祖父伍洪；父伍綸。子伍驥、伍體祥。孫伍希淵、伍希閔、伍希齊、伍希魚。